# Фиранги
Фиранги (firangi, phirangi, также фиринги (firingi) или фаранг (farang) — «чужеземец», «иностранец», «португалец») — тип индийского длинноклинкового холодного оружия XVI—XVIII веков, представляющего собой европейский клинок с эфесом в индийском стиле (изредка использовался оригинальный эфес). Чаще всего использовались клинки палашей и шпаг — португальского, испанского, английского, французского, немецкого, генуэзского и другого происхождения. Хотя отзывы о качестве европейского оружия были противоречивы, тем не менее, оно пользовалось достаточно высоким спросом, в частности генуэзский клинок был у одного из лидеров маратхов Шиваджи. По другим данным, термином могли называть любое европейское, или сделанное в европейском стиле, оружие, включая арбалеты и огнестрельное оружие.

## Конструкция
Фиранги имели прямой однолезвийный или обоюдоострый клинок.
Обычно использовался индийский эфес-корзина, являвшийся развитием так называемого староиндийского эфеса. Эфес-корзина имел широкую гарду, в виде двух полукруглых пластин, расположенных несколько под углом относительно друг друга. Гарда соединялась с навершием широкой защитной дужкой — наличие такой дужки, появившейся под влиянием европейских образцов оружия, являлось основным отличием эфеса-корзины от староиндийского. Навершие представляло собой расположенный поперёк рукоятки диск блюдцеобразной формы. Из центра навершия выходил длинный шиповидный стержень, отогнутый в сторону рабочего лезвия (ввиду наличия закрытого эфеса, даже при использования обоюдоострого клинка, оружие можно было держать только одной стороной), заострённый, или с головкой на конце. Данный стержень, предположительно, защищал руку поднятую для удара ниже кисти. По другой версии, он использовался для дополнительного хвата второй рукой. Гарда и дужка покрывались изнутри мягкими подушечками из цветного бархата. Рукоять была слегка выпуклой в центре.